# Parti de l'intégration nationale
Le Partido Integración Nacional est un parti politique du Costa Rica, membre observateur de l'Union des partis latino-américains.
Historiquement, le parti s'est opposé à des traités de libre-échange comme à des crédits internationaux pour augmenter la dette publique. Il s'oppose également à la privatisation de biens étatiques.